# Cantó de Dieulofet
El cantó de Dieulofet és un cantó del departament francès de la Droma, a la regió d'Alvèrnia-Roine-Alps. Està inclòs al districte de Niom i té 15 municipis. El cap cantonal és Dieulofet.

## Municipis
- Aleyrac
- Comps
- Dieulofet
- Eyzahut
- La Beguda de Masenc
- Roche-Saint-Secret-Béconne
- Lo Poet Laval
- Montjòus-la Palhita
- Orcinas
- Pont de Barret
- Rochebaudin
- Salettes
- Souspierre
- Teyssières
- Vesc

## Història
| Data d'elecció                           | Identitat         | Partit                                  | Qualitat |
| ---------------------------------------- | ----------------- | --------------------------------------- | -------- |
| 1955-1977                                | Dr Préault        | Divers gauche, després FGDS, després PS |          |
| 1973-1992                                | Pierre Raspail    | Divers droite, després UDF-CDS          |          |
| 1992-2004                                | Robert Palluel    | RPR, després UMP                        |          |
| 2004-2011                                | Christine Priotto | PS                                      |          |
| 2011-                                    | Philippe Berrard  | EELV                                    |          |
| les dades anteriors no són pas conegudes |                   |                                         |          |
|                                          |                   |                                         |          |